# Pacific Jazz Records
Pacific Jazz Records fue una compañía discográfica ubicada en Los Ángeles conocida por publicar estilos como cool jazz o West Coast jazz. Se fundó en 1952 entre el productor discográfico Richard Bock y el baterista Roy Harte.
El sello capturó las primeras grabaciones del histórico cuarteto sin piano de Gerry Mulligan, con las que publicó su primer LP: Gerry Mulligan Quartet (PJLP-1). Entre los músicos y bandas que grabaron para la compañía destacan Chet Baker, Paul Desmond, Gerry Mulligan, Joe Pass, Gerald Wilson, the Jazz Crusaders, Don Ellis, Clare Fischer, Jim Hall, Groove Holmes, Les McCann, Wes Montgomery y Art Pepper.
En 1957, Pacific Jazz Records cambió su nombre a World Pacific Records para ampliar sus horizantes del jazz, dejando así el nombre de Pacific Jazz solo para las publicaciones de dicho género.
En 1958, Richard Bock y World Pacific dieron el paso de introducir la música india tradicional a través de Ravi Shankar, quien también grabó para World Pacific.
En 1965, Bock vendió la compañía a Liberty Records, que a su vez fue absorbida por EMI en 1980.